# 583
583 (DLXXXIII) je bilo navadno leto, ki se je po julijanskem koledarju začelo na petek.

## Dogodki
- 1. januar

## Rojstva
- Čelebi kan – vladar Vzhodnega turškega kaganata († 645)